# Richelieu (Schiff, 1943)
Die Richelieu war ein nach dem französischen Staatsmann und Kardinal Richelieu benanntes französisches Schlachtschiff aus dem Zweiten Weltkrieg. Sie war das Typschiff der Richelieu-Klasse der französischen Marine. Die Richelieu hatte eine sehr bewegte Geschichte, denn sie geriet mehrmals zwischen die Fronten, wurde jedoch nicht zerstört, da die Gegner stets an einer Übernahme des als sehr kampfstark geltenden Schiffes interessiert waren.

## Planung und Bau
Direkt „vom Reißbrett gebaut“, galt sie als ein konstruktionstechnisches Meisterwerk. Den wenige Jahre älteren Schiffen der italienischen und britischen Marinen war sie deutlich überlegen. Das Schlachtschiff Richelieu (bzw. die Klasse) wurde als Antwort auf die ersten beiden Schiffe („1. Serie“) der italienischen Littorio-Klasse Littorio und Vittorio Veneto gebaut.

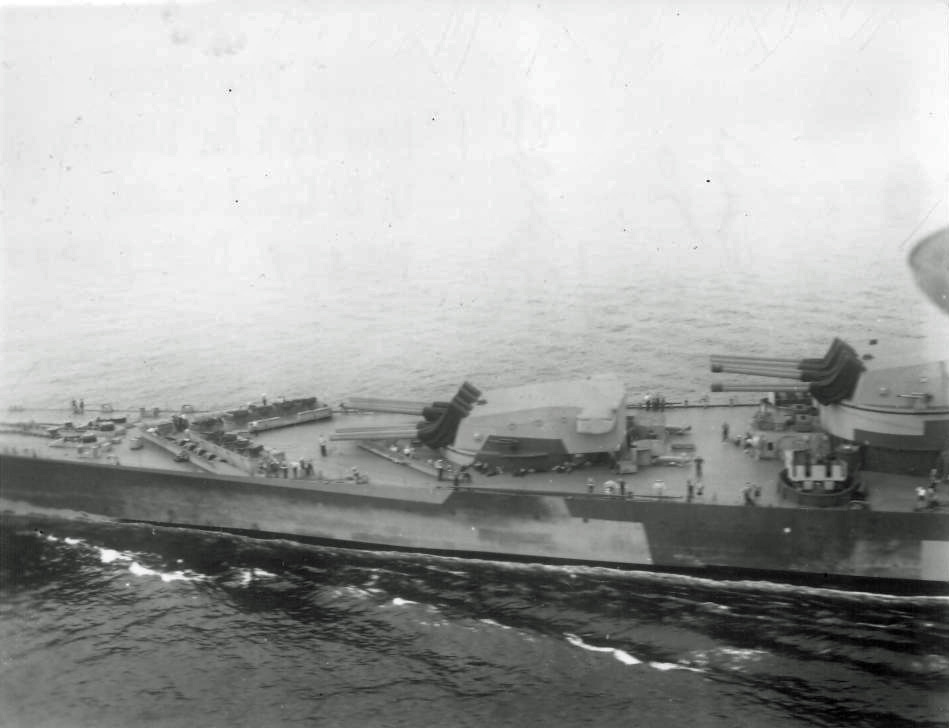
Vorschiff der Richelieu, 1943

Die Richelieu wurde 1935, also ein Jahr nach der Littorio-Klasse, auf Kiel gelegt. Als Antwort auf diese französischen Schiffe baute Italien die verbesserte „2. Serie“ der Littorio-Klasse, die Schiffe Roma und Impero (die Impero wurde jedoch nicht fertiggestellt).
Äußerlich kennzeichnete sie die Konzentration der schweren Artillerie in den vorderen zwei Türmen sowie der mittleren Artillerie seitlich und hinter den Aufbauten. Diese Vierlingstürme waren eine Besonderheit und in ähnlicher Form zuerst einige Jahre zuvor bei den beiden Schlachtschiffen der Dunkerque-Klasse realisiert worden. Zweck dieser Anordnung war es, die Länge des Gürtelpanzers (und damit sein Gewicht) so gering wie möglich zu halten. Dies barg jedoch das Risiko, dass die beiden schweren Türme durch einen unglücklichen Zufallstreffer gemeinsam außer Gefecht gesetzt werden konnten. Dennoch gehört die Richelieu mit ihrem erst Jahre später fertiggestellten Schwesterschiff Jean Bart zu den Schlachtschiffen mit dem prozentual größten Anteil der Panzerung an der Gesamtverdrängung.

## Geschichte
Am 17. Januar 1939 wurde die Richelieu durch erstes Aufschwimmen im Baudock zu Wasser gebracht. Nach ihrer Ausrüstung führte sie ab Mitte Januar 1940 bis zum 13. Juni 1940 Probefahrten durch und erreichte dabei 32 Knoten. In den Planungen zum Krieg gegen Deutschland spielte sie zunächst keine Rolle, so dass sie beim Zusammenbruch der französischen Verteidigung noch nicht voll einsatzbereit war.
Anders als ihr Schwesterschiff Jean Bart, die mit noch fehlender Hauptbewaffnung von Saint-Nazaire nach Casablanca geflohen war, hatte die Richelieu nach britischen Erkenntnissen am 18. Juni 1940 noch in Brest 380-mm-Granaten an Bord genommen, bevor sie mit ihren eigenen Maschinen, nur 24 Stunden vor dem Einrücken deutscher Truppen, nach Dakar auslief.
Andere Quellen berichten, dass der französische Kreuzer Georges Leygues Munition und Ersatzteile für die Richelieu bei seinem Einlaufen in Dakar an Bord gehabt habe.

### Durchbruchsversuch
Als eine Vereinbarung scheiterte, alle französischen Schiffe an Großbritannien zu übergeben, entschied sich die britische Admiralität, die ihrer Ansicht nach gefährlichsten dieser Schiffe als mögliche Bedrohung auszuschalten. Man befürchtete, Richelieu und Jean Bart würden, sollten sie den Deutschen in die Hände fallen, gemeinsam mit der vor der Fertigstellung stehenden Bismarck, eine enorme Bedrohung darstellen.
Um das zu verhindern, sollte zunächst sichergestellt werden, dass sie nicht französische Atlantikhäfen erreichen konnten, die unter deutscher Kontrolle standen, oder dass sie französische Häfen am Mittelmeer erreichten, die vom Vichy-Regime kontrolliert wurden.
Am 24. Juni versuchte der britische Kommandant des Flugzeugträgers Hermes, Captain Onslow, den Kommandanten der Richelieu, Marzin, zu überzeugen, nach Freetown auszulaufen, um dort auf britische Kosten seine Besatzung versorgen und bezahlen zu lassen. Das wurde als Beleidigung und Aufforderung zur Fahnenflucht aufgefasst, und am 25. Juni 1940 signalisierte Kapitän Marzin der Hermes, die Richelieu wolle den Ankerplatz wechseln und werde deshalb die Maschinen anfahren. Tatsächlich lief das Schlachtschiff jedoch gemeinsam mit dem Zerstörer Fleuret in den Atlantik aus. Als die Briten die Flucht bemerkt hatten, war es für eine wirksame Verfolgung zu spät, und ein ausgesandtes Flugzeug konnte dem französischen Flottenverband nur bis um 17 Uhr folgen. Die britische Admiralität erhielt daraufhin vom Kabinett die Anweisung, die Richelieu und ggf. auch die Jean Bart aufzuspüren und mit minimaler Gewaltanwendung zu entern.
Während britische Schiffe ausgesandt wurden, um die Richelieu aufzuspüren, versuchte die Vichy-Regierung den Kommandanten per Funk zur Rückkehr zu bewegen. Schließlich wurde sie vom Schweren Kreuzer Dorsetshire entdeckt. Die Richelieu folgte letztlich dem französischen Befehl und kehrte nach Dakar zurück. Der Befehl zum „Entern“ des Schlachtschiffs wurde von der britischen Admiralität schließlich zurückgenommen. Bei der Rückkehr nach Dakar wurde der verfolgenden Dorsetshire der Zugang zum Hafen von den französischen Behörden verweigert.

### Überfall
Nachdem während der Operation Catapult britische Flottenverbände am 3. Juli 1940 bereits französische Schiffe in Mers-el-Kébir und Oran an ihren Liegeplätzen angegriffen hatten, gelang es am 8. Juli 1940 sechs britischen Seeleuten, geführt von Lieutenant Commander Richard Bristowe, im Schutz der Dunkelheit mit einem Motorboot unbemerkt an das Heck der Richelieu zu steuern und dort mehrere Wasserbomben auf den flachen Hafengrund zu versenken. Als Folge der zu geringen Wassertiefe explodierten sie jedoch nicht. Anschließend griffen sechs Torpedobomber der Hermes die Richelieu an. Nur ein einziger der sechs abgeworfenen Torpedos explodierte und riss ein 7,5 m × 6 m großes Loch in den Rumpf, drei Abteilungen wurden überflutet und schwere Schäden am Ruder und den vier Propellern des Schlachtschiffs angerichtet. Obwohl das Schiff notdürftig repariert werden konnte, war eine umfassende Reparatur in den Hafenanlagen Dakars mit ihren begrenzten Werftkapazitäten nicht möglich.

### Operation Menace

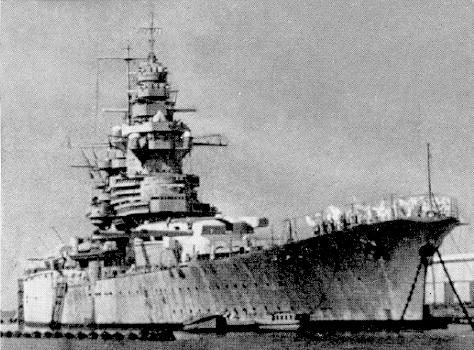
Auf diesem Foto von 1942 ist das Fehlen des Rohres an Geschützturm „B“ zu erkennen, das am 24. September zerstört worden war

Nachdem frei-französische Kräfte die Briten überzeugt hatten, dass sie viele Unterstützer in der Kolonie hätten, wurde ein Plan entwickelt, Dakar von Vichy-Frankreich zu übernehmen.
Am Montag, dem 23. September 1940, traf ein britischer Flottenverband, bestehend aus den Schlachtschiffen Barham und Resolution, vier Kreuzern, sechs Zerstörern und mehreren Transportschiffen mit britischen und Truppen des Freien Frankreichs, vor Dakar ein. Unterstützend stand noch der Flugzeugträger Ark Royal zur Verfügung.
Nachdem eine Delegation, die mit einem Motorboot ein Ultimatum in schriftlicher Form überbringen wollte, durch Schüsse vertrieben worden war, begann das Gefecht. Nach sich widersprechenden Aussagen eröffneten entweder die Alliierten unmittelbar nach der Ablehnung des Ultimatums das Feuer, nach alliierter Aussage begann die Richelieu gemeinsam mit den Küstenbatterien als erste zu feuern.
Um 6 Uhr am Dienstag stellte General Charles de Gaulle per Funk ein Ultimatum an den Gouverneur von Dakar, Pierre Boisson, die Stadt und die Schiffe an das Freie Frankreich zu übergeben oder von überlegenen alliierten Kräften angegriffen zu werden. Eine ablehnende Antwort erfolgte umgehend.
Im Verlauf des Gefechts wurde die Richelieu durch eine 381-mm-Granate und zwei Nahtreffer von Fliegerbomben beschädigt, sie selbst erzielte einige Treffer, bevor ein Fehler in Turm B zu einer schweren Explosion führte. Durch das Verwenden neuer Granaten mit einem Pulver, das für die 330-mm-Geschütze der Dunkerque-Klasse vorgesehen war, kam es zur Explosion der Granate im Rohr, bei der das gesamte Geschützrohr unmittelbar an der Nahtstelle zum Turm abriss und der Verschluss ins Turminnere abgesprengt wurde. Eine Untersuchung ergab später, dass das Bodenstück der 380-mm-Granate dem Druck der heißen Pulvergase nicht standgehalten hatte.
Nachdem sich zeigte, dass Dakar nicht freiwillig zum Freien Frankreich wechseln würde, sondern weiter zum Vichy-Regime hielt, drehte der alliierte Verband schließlich ab. Neben zwei verlorenen U-Booten und einem Zerstörer der Verteidiger waren auch zahlreiche Granaten in der Stadt Dakar eingeschlagen und hatten über hundert Zivilisten getötet.
Erst am 24. April 1941 war die Richelieu wieder provisorisch seetüchtig gemacht worden. Nur 14 Rohre waren feuerbereit (darunter drei 380-mm-Geschütze), Munition nur sehr begrenzt vorhanden und Treibstoff ebenso sehr knapp. Trotzdem wurden Gefechtsübungen abgehalten und technische Nachrüstungen vorgenommen, darunter die ersten experimentellen Radaranlagen (ME140/126) installiert.

### Im Dienst der Alliierten

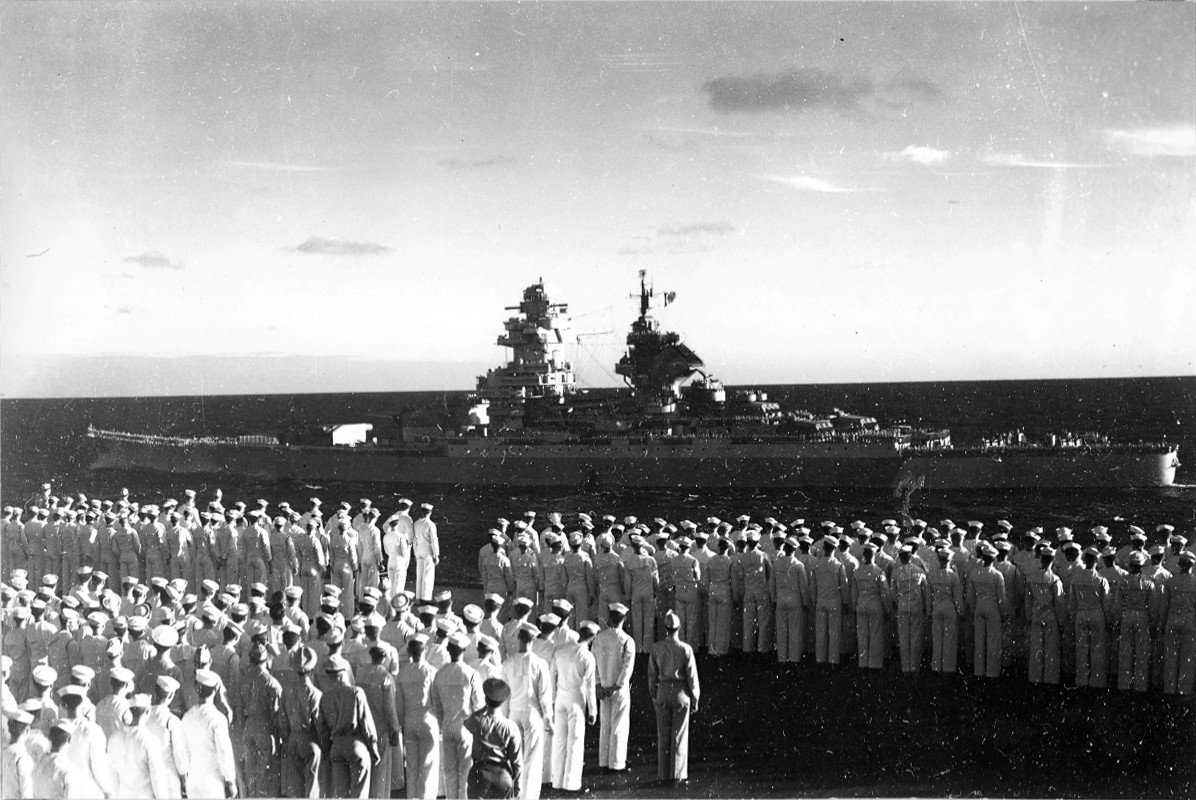
Die Richelieu von der USS Saratoga aus fotografiert, 18. Mai 1944

Nachdem sich zunächst französische Schiffe bei Casablanca den US-amerikanischen Verbänden unter schweren Verlusten entgegengestellt hatten, die im Rahmen der Operation Torch in Nordafrika landen wollten, kam es schließlich zu einer Einigung zwischen Admiral François Darlan und General Dwight D. Eisenhower. Nach der Anweisung Darlans, den Widerstand einzustellen, übergab Gouverneur Boisson am 23. November 1942 Dakar an die Alliierten.
Die Richelieu verlegte zur Reparatur der Schäden von 1940 auf Befehl von General Giraud nach New York City, wo sie mit Salutschüssen und Besuchen von Würdenträgern empfangen wurde. Nach zwei Jahren der Untätigkeit in unklaren politischen Verhältnissen übte die sich abzeichnende lange Liegezeit des Schlachtschiffs für die anstehenden Reparatur- und Modernisierungsarbeiten starken psychischen Druck auf Teile der Besatzungen aus, die sich eigentlich so schnell wie möglich am Krieg hatten beteiligen wollen.
Als die Spannungen zwischen den Führungspersönlichkeiten der Franzosen auf Seiten der Alliierten, den Generälen Giraud und de Gaulle, dann schließlich offen in der New Yorker Presse ausgetragen und die Offiziere der Richelieu als „deutschfreundlich“ denunziert wurden, desertierten so mehr als 100 Seeleute, um sich den Gaullisten in London anzuschließen. Letztlich setzte erst ein energisches Eingreifen der Amerikaner den Machtkämpfen ein Ende, und die Einsatzbereitschaft der Richelieu wurde sichergestellt.
Die Richelieu wurde in den USA massiv aufgerüstet. Der Feuerleitstand für die Flugabwehrgeschütze wurde, ebenso wie die Entfernungsmesser für die Sekundärartillerie, beim Umbau entfernt. Hinzugefügt wurden verschiedene Radarsysteme. Die Feuerleitung erhielt ein britisches Typ 284 P für die Hauptartillerie und zwei britische Typ 285 P/ABU für die Mittelartillerie mit Luftabwehr-Sperrfeuer-Nachrüstung (Antennen jeweils auf den Gehäusen der Entfernungsmesser). Auf dem Mast über dem Vormars wurde die Antenne des britischen 281B-Luftsuchradars montiert, mit 243Q für IFF, davor und darunter ein amerikanisches SG zur Seesuche. Schließlich waren ein amerikanisches SF in einem Wetterschutzdom auf dem gepanzerten Kommandostand und ein amerikanisches SA-2 mit vorgehängtem BLI als Kombinations-Suchradar auf dem Hauptmast vorhanden. Die eigenen IFF-Identifikatoren waren zwei Typ 235P und ein Typ 253 britischer Bauart sowie ein BK amerikanischer Bauart. Der Bordfunk wurde auf das amerikanische TBS umgestellt (Antennen in den Masten).
Katapult und Flugzeughangar auf dem Achterschiff wurden entfernt und die Flugabwehrbewaffnung des Schiffs verstärkt.
Die Richelieu wurde niemals offiziell in Dienst gestellt. 1940 war dies – trotz eingeschränkter Einsatzbereitschaft – nicht erfolgt. Auch nach dem Umbau in New York wurde nur am 10. Oktober 1943 die „Verfügbarkeit“ erklärt. Im November 1943 wurde sie amtlich rückwirkend als „im Dienst befindlich“ deklariert, ohne den genauen Tag hierfür zu spezifizieren.
Zunächst wurde sie in Mers-el-Kébir am 14. November der britischen Home Fleet zugewiesen und verlegte dann bis zum 20. November 1943 nach Scapa Flow, von wo aus ein intensives Einsatztraining erfolgte. Der erste Kampfeinsatz gegen deutsche Einheiten vor der norwegischen Küste fand am 10. bis 12. Februar 1944 statt. Schon am nächsten Tag begann über Rosyth und zahlreiche weitere Zwischenstationen die Verlegung via Mittelmeer und Sueskanal zur Fernost-Flotte nach Trincomalee, wo sie am 10. April 1944 eintraf und als Teil der TF 69/70 in der Folgezeit intensiv gegen japanische Stützpunkte eingesetzt wurde. Während der Operation Crimson war sie an der Zerstörung des japanischen Flugfeldes und der Hafenanlagen auf Sabang beteiligt, bei der sie am 25. Juli 1944 81 380-mm-Granaten auf die japanischen Stellungen verschoss.
Sie lief Ende September 1944 zunächst zurück nach Algier, bevor sie am 1. Oktober in Toulon für einen Werftaufenthalt eintraf. Das war nach 52 Monaten Auslandsaufenthalt ihr erster Besuch in Frankreich. Erst im März 1945 traf sie wieder im Pazifik ein, um als Teil der Task Force 63 an Operationen gegen die japanischen Garnisonen auf Sumatra und auf den Nikobaren teilzunehmen. Im Mai 1945 führte sie eine von zwei Überwasserkampfgruppen an, die Jagd auf den japanischen Kreuzer Haguro machten. Ihre letzten Einsätze im Zweiten Weltkrieg waren schließlich Operationen gegen Singapur, die im September 1945 mit der Kapitulation Japans endeten.

## Einsatz nach 1945
Nach dem Zweiten Weltkrieg wurde die Richelieu im Indochinakrieg eingesetzt. Sie landete am 3. Oktober 1945 Teile des 5e regiment d'infanterie coloniale (RIC) in Südvietnam. Diese Truppen, unter der Führung von Generalmajor Jacques-Philippe Leclerc de Hauteclocque, sollten den Belagerungsring um Saigon durchbrechen. Ab Mitte Oktober war sie dann als Sicherung für Konvois eingesetzt, bevor sie am 17. November noch einmal Truppen absetzte und Nha Trang bombardierte. Ende Dezember 1945 verließ sie Indochina in Richtung Frankreich.

## Ende

380-mm-Geschütz der Richelieu als Denkmal in Brest

Das Schiff wurde 1958 zum Wohnschiff und stationären Schulschiff umklassifiziert und diente zur Spezialausbildung für Reservisten und für einige Unteroffizierslaufbahnen. Am 18. September 1965 endete diese Verwendung, und das Schiff wurde zum Abwracken ausgeschrieben, wobei die italienische Werft „Cantieri Navali Santa Maria“ in La Spezia den Zuschlag bekam. Am 30. September 1967 wurde das Schiff aus der Flottenliste gestrichen, als Schiff Nr. „Q 432“ umklassifiziert und nach dem Abschluss der Kaufverträge nach Italien geschleppt. Vom 25. August bis zum 8. September 1968 dauerte ihre letzte Reise, auf der sie der niederländische Hochseeschlepper Rode Zee nach La Spezia brachte, wo aus ihr ab Oktober 1968 insgesamt 37.500 Tonnen Altmetall gewonnen wurden. Versuche in letzter Minute, die Richelieu als Museumsschiff zu erhalten, waren nicht erfolgreich.
Eines ihrer Geschütze des Typs 380mm/45 Modèle 1935 blieb erhalten und befindet sich heute in Brest am Fluss Penfeld nahe der Brücke „Pont de la Recouvrance“.
Der im April 2001 in Dienst gestellte französische Flugzeugträger sollte zunächst auf den Namen Richelieu getauft werden, erhielt jedoch schon bald die Bezeichnung Charles de Gaulle.